# Р-Фарм
Группа компаний «Р-Фарм» — международная медицинская биотехнологическая компания со штаб-квартирой в России. Является крупнейшим фармацевтическим производителем России. Имеет множество филиалов, в том числе в Германии и США.

## История компании
«Р-Фарм» был основан в 2001 году российским предпринимателем Алексеем Репиком.
В 2002 группа начала поставки в российские клиники и научно-исследовательские институты.
В 2003 году была создана сеть региональных филиалов.
В 2007 «Р-Фарм» стал одним из поставщиков по государственной программе дополнительного лекарственного обеспечения.
В 2009 группа начинает лицензионное производство на территории РФ ряда зарубежных лекарств.
В 2010 «Р-Фарм» приобрел производство твердых лекарственных средств «Ортат» в Костромской области, специализирующийся на первичной и вторичной упаковке. Группа начинает работу в области лабораторного оборудования и медицинской техники для диагностики таких заболеваний, как диабет, рак шейки матки, инфекционные заболевания (ВИЧ, внутрибольничные инфекции, ToRCH и др.).
В январе 2011 года в Сан-Диего, США, была основана исследовательская компания R-Pharm Overseas, Inc. Саентифик фьючер менеджмент и «Р-Фарм» объявили о строительстве в Томске центра доклинических исследований и разработки лекарств стоимостью 300 млн руб. В этом же году под эгидой РПЦ компания учреждает фонд «Утоли Моя Печали» для «содействия деятельности в сфере профилактики и охраны здоровья граждан России».
В 2012 году «Р-Фарм» начал подготовку специалистов для предприятий фармацевтики и биотехнологии на базе Томского политехнического университета.
В 2014 был приобретен завод компании Pfizer в Германии, начата операционная деятельность в США и Японии.
В 2015 «Р-Фарм» расширяет географию своего присутствия, открывает новые филиалы в Казахстане, Беларуси и Азербайджане.
В 2016 открывается линия по производству терапевтических белков на заводе готовых лекарственных форм «Р-Фарм» в городе Ярославле. В этом же году на рынок был выпущен первый препарат собственной разработки Арланса (нарлапревир) для лечения хронического вирусного гепатита С.
В 2017 японская корпорация Mitsui & Co., Ltd. приобретает 10 % акций компании «Р-Фарм».
В 2018 приобретена «Фабрика радиотерапевтической техники», на базе которой было развернуто производство медицинских линейных ускорителей частиц.
В 2019 в Ростове (Ярославская область) состоялось открытие предприятия «Фармославль» по производству активных фармацевтических ингредиентов химической природы. Завод является частью ростовского индустриального парка. В этом же году был построен завод «Р-Фарм» в Азербайджане.
В 2020 группой была разработана комплексная стратегия по борьбе против COVID-19, в результате у российских граждан появился доступ к высокотехнологичным средствам профилактики, диагностики и лечения новой коронавирусной инфекции (в том числе к препаратам Артлегиа и Коронавир).В том же году было завершено строительство завода «Спутник Технополис», где было налажено производство вакцин против COVID-19.
В 2021 была закрыта сделка по приобретению «Р-Фарм» завода компании Teva в Ярославле.
В 2023 году «Р-Фарм» запустила в Москве медцентр Research Lab для проведения испытаний выпускаемых на рынок компанией дженериков.

## Деятельность
Сфера деятельности группы охватывает области, связанные с разработкой, исследованиями, производством, выводом на рынок лекарственных средств и медицинской техники предназначенных преимущественно для стационарной и специализированной медицинской помощи. Основными направлениями деятельности являются: производство готовых лекарственных форм, активных фармацевтических ингредиентов химической природы и биотехнологических субстанций, исследования и разработка препаратов и технологий, вывод на российский рынок лекарственных средств и медицинской техники, обучение и подготовка специалистов для фарминдустрии и здравоохранения.
В портфеле «Р-Фарм» представлены лекарственные препараты различных фармацевтических групп для госпитальной и специализированной помощи, в том числе онкологические, гематологические, кардиологические, иммунологические, антибактериальные, противовирусные, средства, применяемые при трансплантации органов, лечении рассеянного склероза и сахарного диабета и др.

### Рейтинговые оценки
Рейтинговое агентство АКРА в 2021 году присвоило  АО «Р-Фарм» рейтинговую оценку AA(RU) со стабильным прогнозом. В 2022 году был повышен до AA+(RU) и ежегодно подтверждается на этом же уровне (2023-2025).
Рейтинговое агентство «Эксперт РА» в 2021 году присвоило компании рейтинговую оценку ruAA+ со стабильным прогнозом, в 2022-2024 годах рейтинг был подтверждён.

## Структура и управление
До 2022 года 90 % акций в главном активе группы — АО «Р-Фарм» — принадлежали российскому бизнесмену Алексею Репику, 10 % находились во владении японской корпорации Mitsui & Co., Ltd. Алексей Репик также являлся председателем совета директоров..
В 2022 году, на фоне вторжения России на Украину и введения санкций, Репик вышел из числа совладельцев «Р-Фарм», продав активы связанной с «Р-Фарм» компании «Р-Фарм Интернешнл». 33% акций «Р-Фарм Интернешнл» перешли к Василию Игнатьеву,  1% — к  Андрею Смирнову, еще по 33% — к Ольге Курьяновой и Валерии Даевой. Алексей Репик, позднее попавший под санкции Великобритании, Австралии и Украины, также покинул пост председателя совета директоров .
Генеральным директором «Р-Фарм» является Василий Игнатьев.
В структуру холдинга входят фармацевтические комплексы, расположенные в Москве и Московской области, Ярославле, Костромской области, Ростове, Азербайджане, Германии..
По данным на конец 2021 года, число сотрудников составляло более 5000 человек.

## Финансы
По данным от 2007 года, выручка компании составляла $500 млн., по данным 2009 года — 28,8 млрд руб, по данным 2010 года — $1,3 млрд., по данным 2011 года — 47,4 млрд руб. Более половины выручки компании приходится на сегмент государственной медицинской помощи.
Оборот «Р-Фарм» составляет до 10 % всего российского фармацевтического рынка. По данным от 2010 года, «Р-Фарм» контролировала 5 % рынка прямых поставок лекарств; объём прямых продаж составлял 20 млрд руб. Компания также является третьим по величине российским дистрибьютором лекарств.
По данным от 2013 года, компания инвестировала свыше 2 млрд руб. в ярославский фармкластер. Оборот Группы компаний в 2013 году составил около 56 млрд.руб..
Согласно официальной информации компании за 2016 год, выручка составила 71,1 млрд рублей. По данным аналитической компании RNC Pharma, в 2016 году «Р-Фарм» оказался на первом месте среди фармацевтических компаний, поставляющих продукцию в рамках государственных закупок лекарственных средств, заняв 10,1 % данного рынка.
По результатам 2021 года выручка компании составила 185,3 млрд руб.
Выручка по РСБУ в 2022 году составила 162,1 млрд рублей (снижение на 12,5%). Чистая прибыль — 11,8 млрд (снижение на 58,4%).

## Критика
В 2017 году в отношении территориального менеджера компании «Р-Фарм» Александра Гитера возбуждено уголовное дело за организацию ОПГ, обеспечивающей коммерческим компаниям, по мнению следствия, победу в электронных аукционах. В 2016 году члены ОПГ получили взятку свыше 79 млн рублей и автомобиль Mazda 6.
В Ярославской области препараты Ремикейд и Спрайсел в результате госзакупок обходились бюджету более чем на 20 % дороже розницы. В половине случаев «Р-Фарм» получал госконтракты на поставку лекарств без конкурса. Другие нарушения в сфере закупок, связанные с компанией «Р-Фарм», впервые отметил Борис Немцов ещё в 2014 году. В частности, был отмечен конфликт интересов, так как дочь губернатора Елена Ястребова работала в компании «Р-Фарм».
По состоянию на февраль 2018 года в судах рассматривает 67 дел, связанных с неисполнением поставок в бюджетные организации лекарственных препаратов. Согласно базе СПАРК за 2017 год в адрес компании подано исков на сумму 357,5 млн руб, совокупный объём исполнительных листов составил 3,83 млн руб.
ФАС подозревала Минздрав и Р-Фарм в создании картельного сговора, который повлёк за собой рост цен на лекарства, так в начале января 2018 ФАС заявило о выявлении нарушения, связанного с победами в тендерах через подставные лица. В качестве одного из доказательств были представлены несколько десятков электронных ключей для участия в тендерах, найденных у представителя «Р-Фарм». Однако через две недели глава ФАС Игорь Артемьев отметил, что нет оснований для возбуждения антимонопольного дела. Олег Лурье связывает столь резкую смену риторики с вхождением главы «Р-Фарм» Алексея Репика в экспертный совет ФАС.